# مركز المزماة للدراسات والبحوث
مركز المزماة للدراسات والبحوث (بالإنجليزية: Al Mezmaah Studies Research Center)‏ تأسَّس في الإِمَارات، في مايو/أيار 2012م أسسه الدكتور سالم حميد، هو مركز يختص بالدراسات والبحوث الوطنية بالإضافة إلى الأبحاث والدِّراسات الخاصة بالشأن المصري، والشأن الإيراني  .، إضافة إلى جملة واسعة من الأبحاث الأخرى.

## نشأة المركز
مركز دراسات وبحوث يعمل ضمن منهج متكامل قائم على تقديم الدراسات المختلفة والبحوث والأخبار والآراء المتنوعة.
أيضا هو مركز يختص بالدراسات والبحوث الوطنية وكل ما له علاقة بالإمارات على كافة الأصعدة  ، هو مركز مستقل أسسه الدكتور سالم حميد، بهدف التركيز على الشأن المحلي الإماراتي وأيضاً انعكاسه على الصعيد العربي والعالمي وكل ما يخدم إعلاء اسم الإمارات.
شهد نشاط المركز خلال هذه الفترة القصيرة  .، عملاً على ثلاثة محاور رئيسة: الشأن الإماراتي، والشأن المصري، والشأن الإيراني، إضافة إلى جملة واسعة من الأبحاث الأخرى.
متسقاً مع الرؤية الوطنية في دولة الإمارات للأبعاد المحلية والخليجية والعربية والإقليمية، حيث حرص المركز في نتاجاته الفكرية على تأكيد العمق العربي سواء لدولة الإمارات في نهجها السياسي، أو في نتاجها الفكري المرتبط بالملفات الإقليمية، وتثقيل العامل العربي والمصلحة العربية كمبدأ أساس.
ففي المجال البحثي، أنتج المركز على المستوى الوطني كماً كبيراً من الأبحاث التي تناولت عمليات التنمية ومستوى التطوير التي تشهدها دولة الإمارات، ودورها في تنمية دول عربية وإسلامية، إضافة لتسليط الضوء على سياسة الدولة الخارجية.
وقد ركزت كثير من تلك الأبحاث على تعزيز مفهوم الهوية الوطنية في دولة الإمارات وإبراز جوانبها الحضارية، كما استحدث المركز ملفاً خاصاً بالجزر الإماراتية المحتلة.

## أَهدافٌ المركز
تتلَخَّص مُهِمَّة المركز فِي الأَهداف التَّالِية :
1. الدراسات والبحوث 
  - يقوم مركز المزماة بالدراسات والبحوث المتنوعة على أسس منهجية واضحة، كما يقدم هذه الخدمة للجمهور الإماراتي والعربي وكل من يرغب في كشف الحقائق حول مواضيع شتى، وهذه الدراسات يقدمها المركز من خلال موقعه الإلكتروني ومن خلال مقره، كما يمكن للمركز تقديم هذه الخدمة للشركات والمؤسسات والأفراد الراغبين في التعمق في قضايا معينة، خاصة فيما يتعلق بالإمارات على الأصعدة كافة، حيث يزود مركز المزماة الراغبين بدراسات وبحوث حول مواضيع متنوعة.
  - ويستقطب مركز المزماة لتحقيق هذا الهدف خبراء في مجالات مختلفة، سواء في التاريخ أو الثقافة أو السياسة، لأجل تغطية هذا الجانب بشكل أكاديمي ومنهجي والاعتماد على أهل الخبرة.
2. خدمات جامعية
  - يقوم مركز المزماة بتقديم الخدمات الجامعية المختلفة للطلاب ويساعدهم في مسيرتهم الدراسية سواء الجامعية أو ما فوق الجامعية.
  - يتيح المركز للطلاب الراغبين في الالتحاق بالجامعات سواء في الإمارات أو خارجها خدمة استشارية من خلال مساعدة الطلبة على اختيار الاختصاص المناسب والجامعة المناسبة.
  - كما يقوم المركز من خلال الخبراء العاملين لديه بمساعدة الطلاب في بحوثهم المتنوعة في المجالات كافة ويتواصل معهم ليعزز مسيرتهم العلمية والأكاديمية.
  - يهتم المركز بشكل خاص بطلاب الدراسات العليا سواء الماجستير أو الدكتوراة من خلال مساعدة الجامعيين على اختيار الجامعات المناسبة لإتمام الاختصاص، وأيضا المساعدة في إتمام حلقات البحث والدراسات المختلفة وتدريبهم ومساعدتهم على إنهاء الاختصاص المطلوب، وهذه الخدمة هي استشارية بما يتوافق مع القوانين المهنية العامة للجامعات سواء داخل الإمارات أو خارجها.

## إِصداراتٌ المركز
| عنوان الكتاب                                                                           | اسم المؤلف         | سنة النشر | الناشر                        | رقم ISBN          |
| -------------------------------------------------------------------------------------- | ------------------ | --------- | ----------------------------- | ----------------- |
| جذور التآمر ضد الإمارات (العدد 1)                                                      | د/سالم حميد        | 2012      | مركز المزماة للدراسات والبحوث | 978-9948-16-841-6 |
| جذور التآمر ضد الإمارات (العدد 2)                                                      | د/سالم حميد        | 2012      | مركز المزماة للدراسات والبحوث | 978-9948-16-959-8 |
| جذور التآمر ضد الإمارات (العدد 3)                                                      | د/سالم حميد        | 2013      | مركز المزماة للدراسات والبحوث | 978-9948-444-91-6 |
| جذور التآمر ضد الإمارات (العدد 4)                                                      | د/سالم حميد        | 2013      | مركز المزماة للدراسات والبحوث | 978-9948-201-20-5 |
| جذور التآمر ضد الإمارات (العدد 5)                                                      | د/سالم حميد        | 2013      | مركز المزماة للدراسات والبحوث | 978-9948-230-56-8 |
| جذور التآمر ضد الإمارات (العدد 6)                                                      | د/سالم حميد        | 2014      | مركز المزماة للدراسات والبحوث | 978-9948-207-88-7 |
| جذور التآمر ضد الإمارات (العدد 7)                                                      | د/سالم حميد        | 2015      | مركز المزماة للدراسات والبحوث | 978-9-948-22954-4 |
| Roots of conspiracy against the UAE ( volume 1) English version                        | د/سالم حميد        | 2013      | مركز المزماة للدراسات والبحوث | 978-9948-444-48-0 |
| Roots of conspiracy against UAE ( volume 2) English version                            | د/سالم حميد        | 2013      | مركز المزماة للدراسات والبحوث | 978-9948-200-02-4 |
| Roots of conspiracy against the UAE ( volume 3) English version                        | د/سالم حميد        | 2014      | مركز المزماة للدراسات والبحوث | 978-9948-209-38-6 |
| ماذا تعرف عن دولة الإمارات العربية المتحدة وعن المواطن الإماراتي (النسخة العربية)      | د/سالم حميد        | 2012      | مركز المزماة للدراسات والبحوث | 978-9948-16-308-4 |
| What do you know about the United Arab Emirates & Emirati Citizen ? ( English Version) | د/سالم حميد        | 2012      | مركز المزماة للدراسات والبحوث | 978-9948-16-309-1 |
| الأخونة والإنقسام في مصر                                                               | د/سالم حميد        | 2013      | مركز المزماة للدراسات والبحوث | 978-9948-444-17-6 |
| الحريات المدنية والسياسية في دستور الإمارات                                            | د/سالم حميد        | 2013      | مركز المزماة للدراسات والبحوث | 978-9948-200-17-8 |
| موسوعة الأرقام القياسية لدولة الإمارات العربية المتحدة                                 | د/سالم حميد        | 2013      | مركز المزماة للدراسات والبحوث | 978-9948-200185   |
| ائمة الشر                                                                              | ثروت الخرباوى      | 2013      | مركز المزماة للدراسات والبحوث | 978-9948-202-49-3 |
| سقوط الإخوان                                                                           | مصطفى بكرى         | 2013      | مركز المزماة للدراسات والبحوث | 978-9948-20577-7  |
| الأمن القومي الإماراتي والخليجي والجزر الإماراتية المحتلة                              | د/سالم حميد        | 2014      | مركز المزماة للدراسات والبحوث | 978-9948-20-912-6 |
| الهوية الوطنية والمواطنة الصالحة                                                       | د/ امل بالهول      | 2014      | مركز المزماة للدراسات والبحوث | 978-9948-202790   |
| السلفية والإخوان وحقوق الإنسان                                                         | د/سالم حميد        | 2014      | مركز المزماة للدراسات والبحوث | 978-9948-208-47-1 |
| الخليج العربي ومخاطر الإسلام السياسي الصفوي الوجه الآخر للإخوان المسلمين               | د/سالم حميد وآخرون | 2014      | مركز المزماة للدراسات والبحوث | 978-9948-220-37-4 |
| البيت متوحد                                                                            | د/سالم حميد وآخرون | 2014      | مركز المزماة للدراسات والبحوث | 978-9948-209-72-0 |
| خلافة داعش                                                                             | هيثم مناع          | 2014      | مركز المزماة للدراسات والبحوث | 978-9948-225874   |
| شهادة المؤسس الحقيقي للإخوان ضدهم                                                      | محمد صالح السبتي   | 2014      | مركز المزماة للدراسات والبحوث | 978-977-201323-4  |
| الإسلام                                                                                | بيتر هاينه         | 2012      | مركز المزماة للدراسات والبحوث | 978-9953-417-66-0 |
| أوهام الربيع العربي وكوارثه التى لا تحصى                                               | د/سالم حميد وآخرون | 2015      | مركز المزماة للدراسات والبحوث | 978-9948-18-447-8 |
| موسوعه الطفل الاماراتى                                                                 | د/سالم حميد        | 2016      | مركز المزماة للدراسات والبحوث | 978-9948-02-3432  |
| العمق التاريخى للفكر الاتحادى                                                          | د/سالم حميد        | 2016      | مركز المزماة للدراسات والبحوث | 978-9948-22-954-4 |
| الشيخ سعيد بن مكتوم                                                                    | د/سالم حميد        | 2016      | مركز المزماة للدراسات والبحوث | 9789948200956     |
| ثنائى الشر ضد العالم العربى                                                            | د/سالم حميد        | 2016      | مركز المزماة للدراسات والبحوث | 9789948139850     |
| الفساد في إيران اسباب وتداعيات إبراهيم                                                 | المقدادى           | 2017      | مركز المزماة للدراسات والبحوث | 9789948235217     |
| جماعات الضغط الإيرانيه في أمريكا                                                       | د/سالم حميد وآخرون | 2017      | مركز المزماة للدراسات والبحوث | 9789948235958     |
| إشكاليات السياسة القطرية                                                               | د/سالم حميد        | 2017      | مركز المزماة للدراسات والبحوث | 9789948224587     |
| الموسوعة الدولية للإخوان المسلمين                                                      | د/سالم حميد وآخرون | 2017      | مركز المزماة للدراسات والبحوث | 9789948239802     |
| أوهام الإخواني عبد الله النفيسي وتحليلاته الفاسدة الترويج للتطرف بقناع أكاديمي         | د/سالم حميد        | 2017      | مركز المزماة للدراسات والبحوث | 9789948999683     |
| قبيلة بني ياس في كتاب (لمحات من تاريخ قطر) بين افتراءات الوضع وتجاوزات المحقق والمراجع | عبد الله المهيرى   | 2017      | مركز المزماة للدراسات والبحوث | 978 0 997 583 465 |
| أحمد بن ماجد ملاح من جلفار                                                             | د/سالم حميد        | 2018      | مركز المزماة للدراسات والبحوث | 9-789948-249771   |
| جار السوء -تآمر حكام قطر ومأزقهم                                                       | د/سالم حميد        | 2018      | مركز المزماة للدراسات والبحوث | 9-789948-399438   |
| إيران دولة الحرس الثوري                                                                | إبراهيم المقدادي   | 2018      | مركز المزماة للدراسات والبحوث | 978-9948-39-945-2 |
| موسوعة إيران والتشيع السياسي                                                           | إبراهيم المقدادي   | 2018      | مركز المزماة للدراسات والبحوث | 978-9948-24-530-8 |

## وُصلات خارجيّة
- الموقع الرّسميّ لمركز المزماة للدراسات والبحوث  ( باللُّغَة العربِيَّة، والإِنجِلِيزِيَّة، الفارسية ) .

## الهوامِش
1. ↑  المزماة يطلق موقعاً إلكترونياً باللغة الفارسية، صحيفة البيان، تاريخ النشر 21 يناير 2014 نسخة محفوظة 24 يناير 2014 على موقع واي باك مشين.
2. ↑  ندوة لمركز المزماة حول مخاطر السياسة القطرية على أمن المنطقة، صحيفة البيان، تاريخ النشر 18 سبتمبر 2017 نسخة محفوظة 29 سبتمبر 2017 على موقع واي باك مشين.
3. ↑  سلسلة إصدارات "مركز المزماة"، الاتحاد (جريدة إماراتية)، تاريخ النشر 27 أبريل 2017 نسخة محفوظة 13 نوفمبر 2018 على موقع واي باك مشين.
4. ↑  المزماة للدراسات والبحوث" يطلق موسوعة الطفل الإماراتي"، الشارقة 24، تاريخ النشر 25 أبريل 2016 نسخة محفوظة 13 نوفمبر 2018 على موقع واي باك مشين.
5. ↑  سلسلة تتعقب «جذور التآمر ضد الإمارات»"، صحيفة الإمارات اليوم، تاريخ النشر 17 أكتوبر 2012 نسخة محفوظة 02 نوفمبر 2012 على موقع واي باك مشين.
6. ↑  مركز المزماة يصدر موسوعة الأرقام القياسية لدولة الإمارات"، صحيفة البيان، تاريخ النشر 21 أبريل 2013 نسخة محفوظة 13 نوفمبر 2018 على موقع واي باك مشين.
7. ↑  «المزماة» يطلق أكبر موسوعة تفند أكاذيب «تنظيم الإخوان»"، صحيفة البيان، تاريخ النشر 05 نوفمبر 2017 نسخة محفوظة 05 نوفمبر 2017 على موقع واي باك مشين.